# Fernand Dumont (écrivain belge)
Pour les articles homonymes, voir Fernand Dumont et Dumont.
Fernand Demoustier, qui utilisa le pseudonyme de Fernand Dumont, est un écrivain surréaliste belge né à Mons le 28 décembre 1906 et mort le 15 mars 1945 au camp de concentration de Bergen-Belsen.

## Biographie
Fernand Dumont rencontre Achille Chavée vers 1922 à l'Athénée royal de Mons. Il s'inscrit en 1924 dans des études de droit à l'Université libre de Bruxelles, où il retrouve Chavée et obtient son diplôme en 1930. Il se marie alors avec Christine De Bruycker, avec qui il ne cesse de correspondre.  

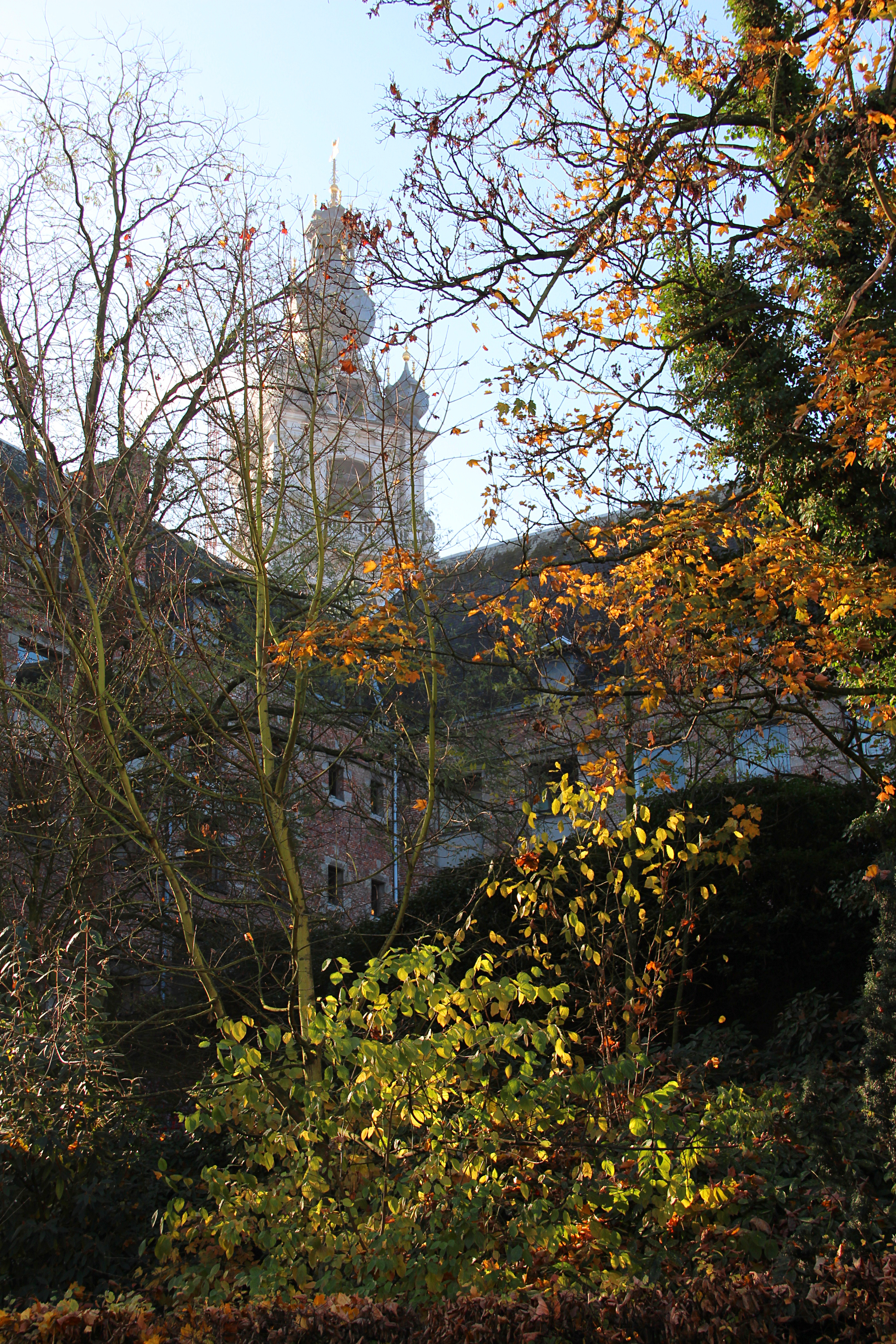
Jardin dédié à l'écrivain montois.

En 1931, Fernand Dumont découvre le premier Manifeste du Surréalisme d'André Breton. Lui ayant écrit en juin 1933, il le rencontre à Paris en septembre, ainsi que Paul Eluard. En 1934, Dumont rejoint d'emblée le groupe Rupture fondé par Achille Chavée, André Lorent et Marcel Parfondry, rencontre à Bruxelles, par l'intermédiaire de son ami Max Servais, E. L. T. Mesens et Paul Nougé, puis devient avoué à Mons. Il publie en 1935 L'influence du Soleil dans l'unique numéro de la revue Mauvais temps de Rupture. Il est la même année cosignataire du Couteau dans la plaie qui réunit pour la première fois le groupe surréaliste de Bruxelles, René Magritte, Mesens, Nougé, Louis Scutenaire, André Souris, et celui du Hainaut (Bulletin international du surréalisme, n° 3). Dumont commence en 1938 à écrire La Dialectique du désir, dont il a l'idée depuis 1933 et qu'il achèvera en 1942, et divorce de Christine de Bruycker. En 1939, remarié avec Georgette Chamart (Nébuleuse), il est parmi les fondateurs du Groupe surréaliste de Hainaut avec Chavée, Marcel Lefrancq, Armand Simon, Louis Van de Spiegele, et collabore en février 1940 au premier numéro de L'Invention collective de Magritte et Raoul Ubac.
Entré dans la clandestinité, il écrit à Achille Chavée, le 6 janvier 1941 : « Tout est dit. Les jeux sont faits. Chacun se hâte vers sa mort. Mais moi, moi qui ne suis peut-être qu'un des feux de position de l'éternel vaisseau fantôme, comment, au-dessus des naufrages et des tristes épaves, comment ne tenterais-je pas de te faire signe, toi dont chaque image est une étoile, dont chaque poème est une éclatante victoire de vie ? »
Arrêté le 15 avril 1942 au tribunal de Mons en pleine plaidoirie, Fernand Dumont est emprisonné le 9 août à Louvain, rejoint en décembre par le surréaliste Louis Van de Spiegele. Le 7 avril 1943, ils sont transférés à la citadelle de Huy, puis le 22 octobre suivant au camp de concentration de Vught, près de Bois-le-Duc (Pays-Bas), enfin le 5 septembre 1944 à celui de Sachsenhausen en Allemagne, puis de Neuengamme. Il meurt le 15 mars 1945 au camp de concentration de Bergen-Belsen, un mois avant la libération de celui-ci par les troupes britanniques.

### Sur Fernand Dumont
- Christian Bussy, Anthologie du surréalisme en Belgique, Paris, Gallimard, 1972.
- Marcel Mariën, L'activité surréaliste en Belgique (1924-1950), Bruxelles, Lebeer-Hossman, 1979.
- Paul Emond, De la dictée du texte au hasard apprivoisé, dans "Surréalisme en Hainaut, 1932-1945", Institut des Arts et Métiers, La Louvière, 1979.
- René Magritte et le surréalisme en Belgique, Musées royaux des beaux-arts de Belgique, Bruxelles, 1982.
- Laurent Busine, Cat. Exp. Marcel G Lefrancq, Palais des Beaux-Arts, Charleroi ; Palais des Beaux-Arts, Bruxelles ; Salle Saint-Georges, Mons, 1982.
- Xavier Canonne, Dumont, le hasard et la ville, dans "Le Surréalisme à Mons et les amis bruxellois", Musée des Beaux-Arts, Mons, 1986.
- Le mouvement surréaliste à Bruxelles et en Wallonie (1924-1947), Paris, Centre Culturel Wallonie Bruxelles, 1988
- Irène, Scut, Magritte & C°, Bruxelles, Musées royaux des beaux-arts de Belgique, 1996, 558 p.
- Bénédicte Vauthier, Fernand Dumont ou la liberté en actes, dans "Europe", "Les surréalistes belges", n° 912, Paris, avril 2005, p. 158-168
- "Fernand Dumont, 1906-1945. Aux cailloux des chemins", Xavier Canonne. Bruxelles, Editions Labor, 2006.

## Autre article
- Surréalisme en Belgique